# William Méndez
Gerardo William Méndez Guerrero (San Cristóbal, 10 dicembre 1958) è un ex calciatore venezuelano, di ruolo centrocampista.

## Carriera

### Club
Ha sempre giocato nel campionato venezuelano.

### Nazionale
Con la maglia della Nazionale ha preso parte alla Copa América del 1987.